# Elena Nicula
Elena Magdalena Nicula   (n. Pavăl pe 2 august 1986 în București) este o fostă jucătoare profesionistă de handbal din România care a jucat pentru Rapid București și CSM București.

## Carieră
A inceput sa joace handbal de mic copil, din 1996, adică de pe la vârsta de 10 ani, la clubul Rapid CFR București, unde a evoluat pe postul de centru până în momentul în care echipa a întâmpinat probleme financiare, mai exact la sfârșitul sezonului competițional 2008-2009, când Aeroportul internațional „Henri Coandă” a anunțat că nu va mai sponsoriza clubul Rapid CFR București, ceea ce a creat mari probleme financiare acestuia. După șase luni de neplată a ratelor contractuale, 11 jucătoare, printre care și Elena Magdalena Nicula s-au transferat la clubul CSM București, care, după un parcurs cu 18 victorii din tot atâtea meciuri în Divizia A, a promovat astfel, în sezonul 2009/10, în Liga Națională de handbal feminin.
În 2016 i s-a decernat titlul de cetățean de onoare al municipiului București.

## Date personale
- Data nașterii: 02.08.1986
- Țara: România
- Locul nașterii: București
- Înălțime: 1,65 m
- Post: coordonator
- Tricou numărul: 7 și 77

## Palmares
- Liga Campionilor EHF
  -  Câștigătoare: 2016

- Liga Națională:
  - Câștigătoare: 2015, 2016

- Cupa României:
  -  Câștigătoare: 2016
  - Finalistă: 2015

- Bucharest Trophy:
  -  Câștigătoare: 2014, 2015[5]